# Lijst van burgemeesters van Ginneken en Bavel
Dit is een lijst van burgemeesters van de voormalige Nederlandse gemeente Ginneken en Bavel tot die gemeente op 1 januari 1942 ophield te bestaan toen een gedeelte naar Breda ging en de rest hernoemd werd tot de gemeente Nieuw-Ginneken.
| Ambtsperiode | Naam burgemeester                          | Partij of stroming | Bijzonderheden            |
| ------------ | ------------------------------------------ | ------------------ | ------------------------- |
| 1813 - 1825  | Laurentius Beens (1781 - 1857)             |                    | maire/schout/burgemeester |
| 1825 - 1841  | Johannes Jacobus Middelaer (1782 - 1866)   |                    |                           |
| 1841 - 1881  | Roelandus Buijsen (1805-1881)              |                    |                           |
| 1881 - 1908  | mr. Willem Henri Emile baron van der Borch |                    |                           |
| 1908 - 1916  | Willem Caspar Joseph Passtoors             |                    |                           |
| 1916 - 1942  | jhr.mr. Theodore Emmanuel Serraris         |                    |                           |